# WABE-FM
WABE-FM („Public Broadcasting Atlanta“) ist eine Public Radio Station aus Atlanta, Georgia. Sie zählt  nach einem Ranking von Cision zu den Top 10 Public Radio Stationen in den USA. Die Station gehört zum National-Public-Radio-Netzwerk (NPR) und überträgt auch Programme von Public Radio International (PRI). WABE überträgt ein Musikprogramm mit einem Schwerpunkt auf klassischer Musik. Daneben werden NPR-Programme wie die Morning Edition und All Things Considered gesendet.
WABE strahlt sein Programm auf UKW 90,1 MHz mit 100 kW ab. Die Station betreibt drei verschiedene HD-Kanäle:
- HD-1: reguläres WABE Programm,
- HD-2 Klassik,
- HD-3 News.